# Гренада на літніх Олімпійських іграх 2004
Гренада на літніх Олімпійських іграх 2004 року в Афінах (Греція) взяла участь вшосте за свою історію. Країну представляли 5 спортсменів (3 чоловіків та 2 жінки), які брали участь у 2 видах спортивних змагань: з легкої атлетики та плавання. Прапороносцем на церемонії відкриття був спринтер Аллен Франсік. Країна не завоювала жодної медалі.

## Легка атлетика
Трекові і шосейні дисципліни
| Спортсмен         | Дисципліна             | Кваліфікація/ гіт | Кваліфікація/ гіт | Півфінал  | Півфінал | Фінал      | Фінал      |
| Спортсмен         | Дисципліна             | Результат         | Місце             | Результат | Місце    | Результат  | Місце      |
| ----------------- | ---------------------- | ----------------- | ----------------- | --------- | -------- | ---------- | ---------- |
| Аллен Франсік     | біг на 400 м, чоловіки | 45.32             | 1 Q               | 45.08     | 3 q      | 44.66      | 4          |
| Газель-Енн Реджис | біг на 400 м, жінки    | 51.66             | 3 Q               | 51.47     | 7        | не пройшла | не пройшла |

Польові дисципліни
| Спортсмен   | Дисципліна                  | Кваліфікація | Кваліфікація | Фінал      | Фінал      |
| Спортсмен   | Дисципліна                  | Результат    | Місце        | Результат  | Місце      |
| ----------- | --------------------------- | ------------ | ------------ | ---------- | ---------- |
| Ренді Льюїс | потрійний стрибок, чоловіки | 16.33        | 28           | не пройшов | не пройшов |

## Плавання
| Спортсмен     | Дисципліна                    | Гіт     | Гіт   | Півфінал   | Півфінал   | Фінал      | Фінал      |
| Спортсмен     | Дисципліна                    | Час     | Місце | Час        | Місце      | Час        | Місце      |
| ------------- | ----------------------------- | ------- | ----- | ---------- | ---------- | ---------- | ---------- |
| Джонатан Стіл | 50 м вільним стилем, чоловіки | 26.40   | 65    | не пройшов | не пройшов | не пройшов | не пройшов |
| Мелісса Ешбі  | 100 м брасом, жінки           | 1:22.67 | 45    | не пройшла | не пройшла | не пройшла | не пройшла |